# Usztyuzsnai járás

Az Usztyuzsnai járás a Vologdai területen

Az Usztyuzsnai járás (oroszul Устюженский район) Oroszország egyik járása a Vologdai területen. Székhelye Usztyuzsna.

## Népesség
- 1989-ben 22 483 lakosa volt.
- 2002-ben 21 679 lakosa volt, akik főleg oroszok.
- 2010-ben 18 738 lakosa volt, melyből 17 686 orosz, 131 ukrán, 130 cigány, 66 üzbég, 60 fehérorosz, 28 azeri, 26 tatár, 10 örmény stb.